# Scalmatica phaulocentra
Scalmatica phaulocentra är en fjärilsart som beskrevs av Edward Meyrick 1921. Scalmatica phaulocentra ingår i släktet Scalmatica och familjen äkta malar. Inga underarter finns listade.